# Pierre Fournera
Pour les articles homonymes, voir Fournera.
Pierre Fournera, né le 5 août 1916 à Perpignan, et mort le 1er août 1944, fusillé par les Allemands au camp de Souge en Gironde, est un résistant français, membre des services de renseignement militaire français SSMF-TR. Commissaire de police judiciaire à Toulouse, il y est arrêté par la Gestapo et déporté vers Dachau par le train fantôme. Il meurt ainsi à l'âge de 27 ans, fusillé par les nazis à Martignas-sur-Jalle, en tant qu'otage déporté du train fantôme.
Membre du réseau Andalousie de la Confrérie Notre-Dame Castille, il permet d'éliminer le traitre Senac à la demande du réseau Morhange, dont il devient l’émissaire au Commissariat « rempart Saint-Étienne » de Toulouse.
Vraisemblablement dénoncé par un milicien, il fait l'objet d'une opération d'envergure, qualifiée d'arrestation fabuleuse, organisée par la Gestapo qui l'intercepte sur la route, avec son chauffeur, à l'issue d'une course poursuite.
Alors qu'il a été arrêté, déporté et fusillé par les allemands, il est accusé par un autre policier, à la Libération, d'avoir trahi le réseau Morhange. Mis en cause dans une grave affaire judiciaire, en 1946, on s’aperçoit que cet autre policier a été décoré par la Gestapo pendant qu'il était incarcéré, avec Fournera, à la prison Saint-Michel de Toulouse; prison dont cet autre policier parvient à s' «évader» après avoir été décoré par les Allemands en juin 1944. À la suite de ces accusations, les autorités concluront, en 1945, que Pierre Fournera a été arrêté, déporté et fusillé «au petit bonheur la chance» par les Allemands qui ont épargné d autres «résistants». Toute cette affaire ne fut réellement mise a jour qu'à la fin des années 70, lorsque la Direction de la Surveillance du territoire et le Service de documentation extérieure et de contre-espionnage découvrent qu'après avoir dénoncé Fournera, un policier collaborateur qui est parvenu à se faire passer pour un résistant du réseau morhange, grâce à l attestation d un membre de ce réseau au passé trouble, nomme ce dernier à un poste à responsabilité d'outre-mer; nomination qui déclenchera l enquête sur ce policier collaborateur, faux membre du réseau morhange qui grâce au Parti communiste français est parvenu à faire croire aux autorités de l époque qu'il s'est évadé du train fantôme avant d'avoir, en réalité, dénoncé Pierre Fournera .

## Biographie
Orphelin de père, Pierre Fournera est né le 5 août 1916 à Perpignan où il grandit avec sa mère chez son beau-père René Beille.
Après des études de droit à l'université de Montpellier, il obtient son diplôme d Avocat. Il exerce alors la profession d Avoué a Perpignan, où il noue les premiers contacts avec la Résistance et les filières d évasion vers l Espagne.
Dans l'armée, le 15 novembre 1937, il devient élève officier des Services de Renseignement (SR) jusqu'en 1941. Affecté a la Compagnie Radio 75 du 28e Génie de la région méridionale (Toulouse, Perpignan, Montpellier); il rejoint Toulouse en 1940 (selon E. Leroy).

### Toulouse
Malgré son physique chétif (1m75/ 69 kg, Santé fragile); en avril 1941, il est nommé commissaire de police stagiaire à la huitième brigade régionale de police mobile de Toulouse, poste auquel il a candidaté, en 1939, au début de la guerre. Il fera toute sa carrière de policier au sein de cette brigade régionale mobile; brigades rendues célèbres par la série Tv Les Brigades du Tigre; créées par Georges Clemenceau et considérées comme l’ancêtre de l'actuelle police judiciaire française.

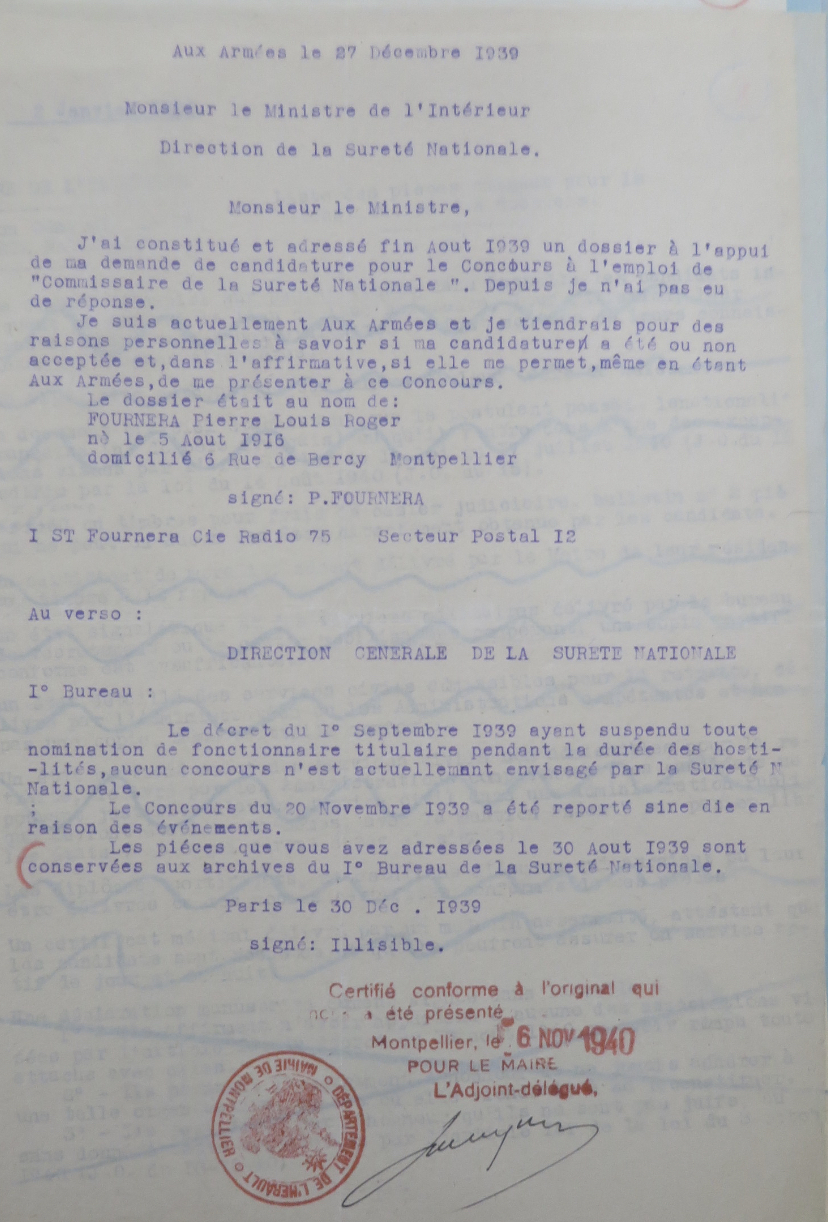
Demande d’intégration de Fournera dans la police. Refus du ministère en 1939 en raison des hostilités.

### Les Menées Anti-nationales, la zone libre (1941)
Sous l'Occupation, le commissaire Fournera exerce ses fonctions de policier, dans un premier temps, au sein des services des menées antinationales avec Lucien Cezera. Ces services spéciaux de la Zone libre avaient pour particularité de lutter à la fois contre les espions allemands de l'Abwehr et la Résistance. Dans le cadre de ses fonctions, le commissaire Fournera est ainsi amené à arrêter, en 1942, à Toulouse, Charles Leoni, un des agents travaillant pour les Nazis et des Résistants comme Vincent Auriol.
Dans l armée, Le Service des Menées Antinationales (MA) est placé directement sous l'autorité du ministère de la Guerre avec la mise en place d'un bureau MA au sein du cabinet du ministre.

#### L'Armée
En 1940, la convention d'armistice stipule la dissolution des services de renseignement et de contre-espionnage, connus sous le nom de Deuxième (et cinquième) Bureau. Le général Weygand (ministre de La Défense) veille cependant, avec Louis Baril, à ce que ces services poursuivent leurs activités.
En 1941, la section militaire de centralisation du renseignement devient ainsi service des menées antinationales (MA) et les BCR deviennent Bureaux des menées antinationales (BMA) qui tiennent à jour la liste des arrestations et des condamnations des agents à la solde de l’étranger, le plus souvent travaillant pour le compte de l’Axe(637 agents allemands sont arrêtés en zone libre et en Afrique du Nord, donnant lieu à 119 condamnations à mort prononcées par les tribunaux militaires de la zone libre), mais également des Gaullistes et surtout des Communistes contre lesquels ils luttent plus intensément depuis le pacte germano-soviétique,. Le gouvernement Daladier interdit ainsi la presse communiste dès le 26 août 39, puis dissout le Parti communiste le 26 septembre 1939, à la suite du pacte germano-soviétique. Dès l'automne 1940, la police française se charge alors de la répression des militants communistes, considérés, depuis leur alliance avec les nazis (issue du pacte germano-soviétique d'août 1939) comme des « traîtres » à la patrie.

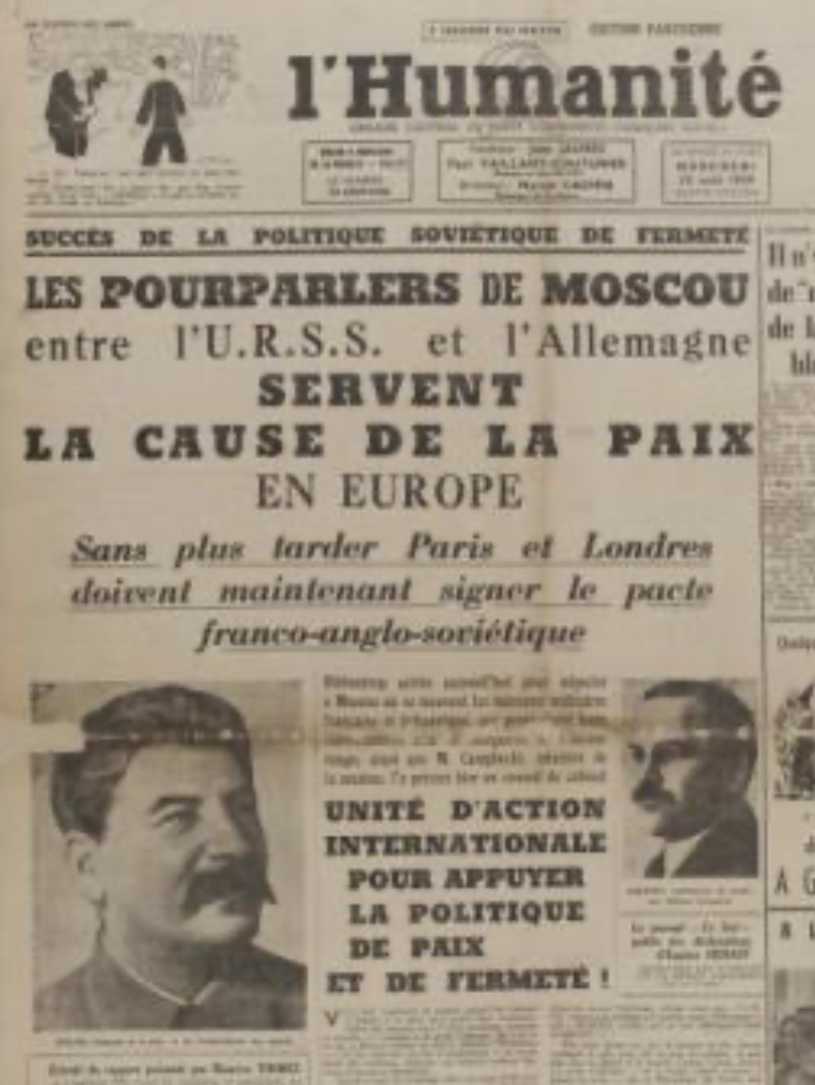
Le journal communiste français L'humanité appelle à pactiser avec l'Allemagne nazie.

Les pouvoirs des Bureaux des Menées Antinationales (BMA) sont considérables. Dirigés par le colonel d'Alès, sous l'autorité de Louis Rivet, ces services de Contre Espionnage(CE) défensifs combattent les sabotages, les propagandes de tous bords en délivrant aux policiers des demandes d’enquête.

#### La Police
En septembre 1941, les missions de contre-espionnage sont légalement restituées à la police nationale (la police parallèle du Centre d'informations et d'études de Georges Groussard ayant été officiellement dissoute par les Allemands, en décembre 1940) et dirigées par Henri Rollin, sous l'autorité de Pierre Pucheu, qui luttent contre l'occupant en zone libre et font relâcher des résistants, non communistes, comme Marie-Madeleine Fourcade, Bertrande d'Astier de la Vigerie (nièce d'Emmanuel d'Astier de La Vigerie), ou Serge Ravanel. Ayant été arrêté par le Centre d’Information et d’Études en 1940, Pierre Laval une fois au pouvoir, supprime toutes les polices parallèles dirigées par Pucheu. Le 9 juin 1942, une circulaire crée ainsi, au sein de la Police nationale, une section chargée de la répression des menées antinationales, dans chaque service régional de police judiciaire. À Toulouse, Pierre Fournera est alors considéré comme le commissaire des Menées Antinationales.
Chaque Bureau officiel Menées Antinationales camoufle enfin des postes clandestins de services de renseignements, œuvrant pour la Résistance, dissimulés sous le nom de société des Travaux Ruraux dirigée par Paul Paillole et Roger Lafont; considérés comme des services de contre espionnage offensifs,; les autres opérations clandestines étant conduites par le réseau Kléber du lieutenant Perruche.
Les relations entre ces services spéciaux de l'armée et la police sont cependant relativement complexes, comme le démontre le cas de Jean Bernolle. Cet ancien policier, qui travaille désormais pour les Allemands, est ainsi arrêté, en 1942, à Toulouse par le commissaire Robert Blémant (alors responsable du service action des travaux ruraux (BMA). En tant qu’indicateur du ministère de l’Intérieur, Jean Bernolle est toutefois relâché, à la demande de René Bousquet, responsable de la police de Vichy, et contre l’avis de Paul Paillole et du général Georges Revers, responsables des travaux ruraux(BMA), sous les ordres de qui il a été arrêté. Au contraire, le 19 juin 1942, Henri Devillers, un agent allemand qui a infiltré le mouvement de résistance Combat est arrêté par le service de la Police française de Surveillance du Territoire et exécuté, sur ordre des Bureau des menées antinationales(BMA), ce qui provoquera leur dissolution par les Allemands.
En février 1943, à la suite de la dissolution des BMA et l'invasion de la zone libre par les Allemands, les demandes de mutation du commissaire Fournera au sein des Renseignements généraux de Montpellier, puis de Pau lui sont refusées par le régime de Vichy.

### La Résistance
Avant qu’il ne soit nommé, en 1944, responsable local de la police judiciaire et chef de la sûreté du territoire de la région de Toulouse, Pierre Fournera entre alors, en juin 1943, grâce à Louis Pélissier (responsable de l'ORA avec André Pommiès et de l'Armée secrète) dans le service action du réseau Morhange. Créé par Marcel Taillandier, ce réseau est considéré comme Giraudiste (Henri Giraud). Depuis l’Opération Torch, il est en partie financé par l’Office of Strategic Services et dirigé depuis Alger par Paul Paillole, devenu responsable du bureau de renseignements et d'action d'Alger (BRAA), sous l'autorité du général Giraud. Il est à noter que selon certains historiens, c est le capitaine Pelissier qui est considéré comme le véritable fondateur du réseau morhange. Cependant, ce dernier n acceptait de travailler qu'avec des professionnels et était lié des 1943 avec le Bureau central de renseignements et d’action de Londres, (pour lequel il recherchait des terrains pour les parachutages dans le Gers et dans les Landes ); or le BCRA à cette époque était considéré comme "concurrent" des réseaux Paillole, comme Morhange dirigés depuis Alger.

#### Le sous réseau Seigle de la Confrérie Notre Dame Andalousie (1942)
L'historien de la Police, Luc Rudolph (officier de la Légion d'honneur), précise par ailleurs qu'avant d'appartenir au réseau Morhange, Pierre Fournera s'est engagé dans la Résistance au sein du réseau Seigle, avec notamment les inspecteurs Descuns, Beringuier et Rieutord qui travaillent sous ses ordres au commissariat rempart Saint Étienne, ainsi que certains gendarmes de Samatan  qui rejoindront plus tard le Maquis de la Grésigne, du groupe Vendôme. Le réseau Seigle est créé par lui-même, Heutebize (qui sera déporté) et l'inspecteur René Schaeffer qui travaille avec les BMA. Ce sous-réseau de renseignement, composé uniquement de policiers, travaille également avec le réseau Morhange. Il est directement rattaché au Bureau central de renseignements et d’action et appartient au réseau Andalousie créé par François Bistos de la Confrérie Notre-Dame. Son PC est situé dans la ferme de Fernand et Germaine Penent à Samatan dans le Gers. Son siège opérationnel est à Toulouse. Son chef est François Bistos, dit « Colonel Franck ». Pour la recherche du renseignement, celui-ci dispose de vrais professionnels qui eux-mêmes tirent leurs informations d'agents exerçant une activité professionnelle normale leur permettant d'être renseignés sur l'ennemi. Les uns et les autres constituent de la sorte des U.C.R. (Unités de Combat Renseignements) connectées à un centre d'antennes regroupant les câbles en vue de leur transmission à Londres.

##### Renseignement et contre-espionnage
Le réseau a aussi une grosse activité de contre-espionnage et d'identification des agents allemands (Abwehr et Sicherheitdienst). D'une part pour protéger les maquis et d'autre part pour former des organisations de résistance, capables en cas de départ des Allemands de s'attaquer aux réseaux allemands sur le territoire français. La détection des hommes à la solde de l'ennemi, se fait par enquête policière et filatures. Les résultats sont compulsés dans un fichier avec, si possible, adresse et photos. Le réseau reçoit également des parachutages et est ainsi en mesure d'armer des groupes de destruction, dont le réseau Morhange.
En mai 1944, le P.C. opérationnel du réseau « Andalousie » se transporte de Toulouse à Savignac-Mona. Selon Luc Rudolph, le réseau Seigle sera dissout à la suite de l'arrestation d'une partie de ses membres par la Gestapo (en juin 1944?). Dans une déposition de 1948, François Bistos précise cependant que ce réseau rattaché au réseau Andalousie, aurait permis de détecter la présence de la 2e division SS Das Reich dans le sud ouest de la France. Sitôt les blindés découverts à la gare de Montauban, un câble, daté du 1er avril 1944 est adressé à Londres. Le rôle exact joué par Fournera qui était  chef de la sûreté du territoire de Toulouse à cette époque cruciale pour la résistance n'est malheureusement pas clairement établi par les historiens 

##### Faux Papiers et Vrais Passeurs
Outre son activité de renseignement, le réseau dispose également d'un service de faux-papiers des plus perfectionnés grâce à la collaboration d'imprimeurs toulousains comme les frères Lion qui travaillent aussi avec le Réseau Brutus; il organise enfin, avec Fournera et le réseau de Marie-Louise Dissard, une filière d’évadés vers l’Espagne dirigée par Déodat du Puy-Montbrun,. Selon ce dernier, comme pour François Bistos, le réseau Andalousie n’était autre que la branche de la région Ouest du réseau de la Confrérie Notre-Dame

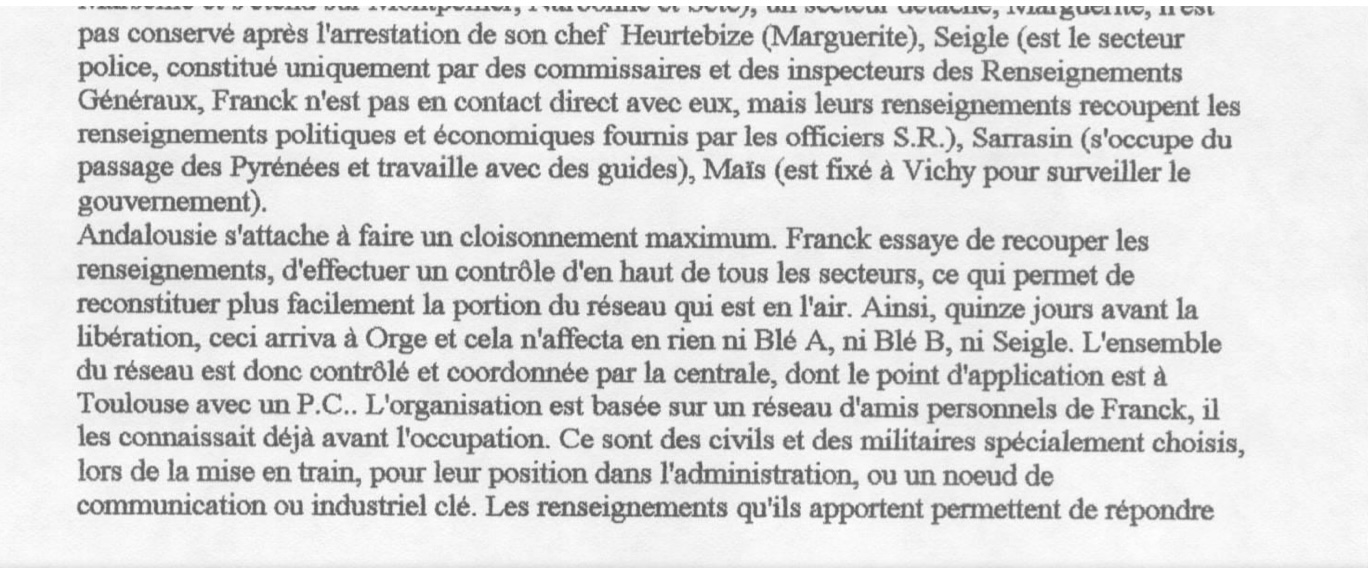
Témoignage de Monsieur Bistos François (Frank) Antenne CND sud ouest, zone libre. Le 29 janvier 1948.

#### Le réseau Morhange (1943)
En novembre 1943, après l'arrestation du capitaine Gaston de Bonneval du poste toulousain des Travaux Ruraux (TR117), le réseau Morhange remplace le Service clandestin de Renseignement (SR « Rose » du réseau des Fleurs créé par Pierre Fourcaud) qui lutte contre l'Occupant, avec les moyens des services des Menées Antinationales(MA), sous le nom de société des Travaux Ruraux (TR). Le groupe Morhange est alors considéré comme un réseau appartenant aux Services de sécurité militaire (SSMF-Travaux Ruraux) de la Direction générale des services spéciaux de Georges Ronin(puis Jacques Soustelle) qui remplace les Bureaux des Menées Antinationales (BMA) après leur dissolution par les Allemands,. Son siège est situé au château de Brax, en Haute-Garonne, où les archives des Services de renseignements (SR) de l'armée ont été transférées après la défaite de 1940.
Le réseau Morhange est notamment composé de policiers qui, comme Fournera, jouent double rôle. Ils ont pour mission de faire du contre-espionnage en éliminant les traîtres, tout en infiltrant les organes de la Collaboration. Au total, 93 agents de l'Abwehr, de la Gestapo et des « traîtres » sont exécutés par le groupe. En relation directe avec le poste TR 125 de Barcelone, le réseau organise également un véritable système afin de cacher les personnes recherchées et leur faire traverser les Pyrénées pour se rendre en Espagne.

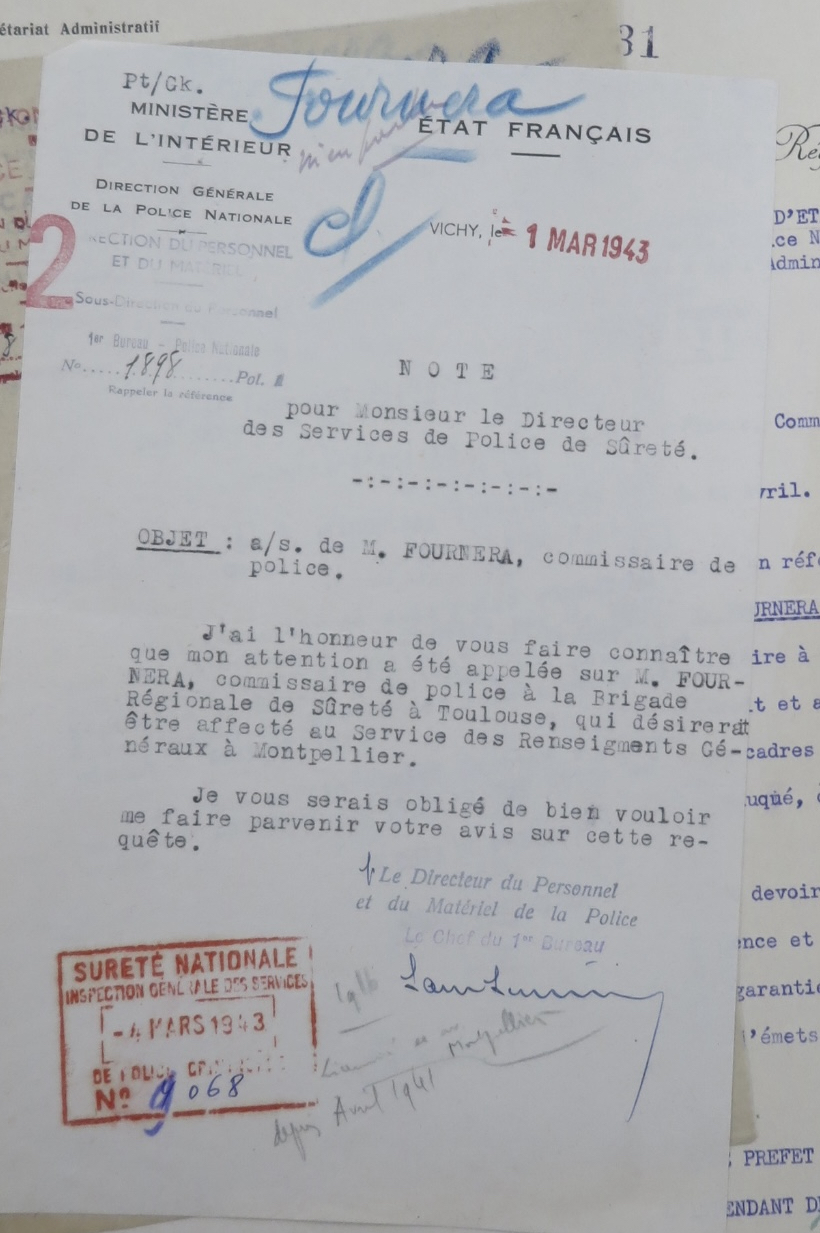
Lettre de demande d'information sur la mutation de Fournera, du 1er mars 1943.

Plusieurs membres du réseau Morhange travaillent avec Fournera, à la 8e Brigade régionale de Toulouse. Son chef, le commissaire divisionnaire Germain Subra, est déporté avec lui, par le Train fantôme (il meurt au camp de concentration de Dachau). En Juin 1944, l’inspecteur Jacques Combatalde parvient à s’évader de la prison Saint-Michel de Toulouse, tandis que les inspecteurs Beringuier et Rieutord rejoignent le maquis de Morhange à Querigut. En juillet 1944, l’inspecteur Léo Hamard est arrêté, torturé et tué par les nazis.

#### L'affaire Senac
Pierre Fournera est alors décrit comme un élément intelligent, au jugement sain et faisant preuve d'allant dans ses actions. Il se jette à corps perdu dans la Résistance en rendant des services importants aux réseaux de résistants comme Morhange et Seigle. Il est relation directe avec le Noyautage des administrations publiques (réseau NAP), André Poniatowski du bureau de renseignements et d'action d'Alger (BRAA) et le réseau Kléber. Le 22 novembre 1943, avec les inspecteurs de police Beringuier et Rieutord (des réseaux Seigle et Morhange) qui travaillent directement sous ses ordres au commissariat du Rempart Saint-Étienne de Toulouse, il élimine Senac, après l'avoir arrêté et incarcéré sous un faux prétexte (lettre de dénonciation fictive de détention de poste-émetteur). Agent infiltré dans le service de renseignement des Mouvements unis de la Résistance, Senac est à l'origine de l'arrestation du chef de résistance toulousaine François Verdier,.
Extrait du rapport sur l'affaire Senac envoyé à Alger : « Nous avons vu Senac sortir de l'auto qui l'avait amené avec Fournera et trois inspecteurs, enchaîné à l'un de ceux-ci avec une paire de menottes. Nous sommes immédiatement allés à leur rencontre, braquant sur eux nos mitraillettes, et X-1 a ordonné: « Haut les mains! Police allemande!» Ainsi que « Sénac », les inspecteurs ont obéi, et selon ce qui était convenu, Fournera a discuté avec X-1 pour donner le change, mais X-9 a poussé « Sénac » et l'inspecteur auquel il était lié dans l'intérieur de la voiture. Dès qu'ils ont été embarqués, nous avons démarré en vitesse devant des gens qui se sont affolés en nous entendant tirer des rafales de mitraillette qui ne pouvaient faire de mal qu'aux nuages, tandis que Fournera et les deux autres inspecteurs ouvraient le feu sur nous pour la frime. Afin de leur permettre de prétendre qu'ils avaient blessé l'un des nôtres, nous avons balancé sur la chaussée du sang de poulet. Une fois à bonne distance, nous avons libéré l'inspecteur des menottes qui l'attachaient à « Sénac » et l'avons abandonné sur la route, étant entendu qu'il prétendrait avoir été chloroformé. Nous avons poursuivi notre chemin jusqu'au P.C., où « Sénac » a été interrogé, passant rapidement aux aveux devant les preuves que nous détenions. Ses déclarations nous ont confirmé qu'il s'agissait d'une grosse prise, et la mesure D lui a été appliquée ».
Le 2 janvier 1944, dans l'affaire des courriers de Nice, Pierre Fournera fait également partie, avec sa Peugeot 202, de l'équipe Morhange qui élimine, à Deyme, au carrefour des Monges, l’Obersturmführer Messak. Les documents saisis dans la serviette de Messak contiennent un organigramme de la Gestapo de Toulouse, ainsi que la liste des Français travaillant pour les Allemands qui seront transmis à Alger au colonel Paillole. En 1944, Fournera remplace enfin le policier Pierre Salettes de l'Armée Secrète, X14 dans le réseau Morhange, qui est contraint d'entrer en clandestinité et de rejoindre le Maquis de la Grésigne, du groupe Vendôme.

### L'arrestation, la prison Saint-Michel (juin 1944)
En juin 1944, les nazis découvrent le double jeu que mène le commissaire Fournera. Arrêté par la Gestapo, il est incarcéré à la prison Saint-Michel le 5 juin 1944 avec notamment le colonel Joseph Guillot (chef R3 de l'ORA), qui fut fusillé par les Allemands dans le bois de la Reulle aux cotés de ses camarades de l’ORA des Pyrénées-Orientales Noël Pruneta et Pierre Cartelet qui ont été arrêtés le 11 mai 1944 lors d’une réunion avec André Barbier ou André Champagne, évadé du Train fantôme le 18 août 1944.
Le 1er juin, dix résistants du groupe Vira (de Raymond et Achille Viadieu), Armand Masson du réseau Gallia (du Bureau central de renseignements et d’action)ainsi que Jean-Batiste Giorgetti des Groupes Francs de l’Armée Secrète sont également arrêtés au Café de la Poste (rue de Rémusat) à Toulouse. Ils seront tous déportés par le Train fantôme avec Fournera, sauf Jean-Batiste Giorgetti qui sera fusillé par les Allemands dans le bois de la Reulle.

Alors qu'il parvient à prendre la fuite, le 1er juin à 10 heures, Pierre Fournera demande à son chauffeur, François Gaubert, de prendre en voiture son épouse qui sera arrêtée avec sa femme de ménage. Se sachant recherché, depuis le 26 mai 1944, date de l'arrestation des membres du groupe franc du mouvement Combat de Jacques Renouvin, dirigé par Claude Charvet de l’Armée Secrète et Marcel Joyeux (Joly) des GF (groupes francs) et du réseau Morhange, il tente de se réfugier en Espagne, via Portbou; pendant que ses camarades, les inspecteurs Beringuier et Rieutord parviennent à rejoindre le maquis du réseau Morhange à Quérigut, le 1er juin 1944. Les rapports sur cette affaire et Pierre Fournera établis par les inspecteurs Beringuier et Rieutord ne figurent malheureusement plus dans les archives du réseau Morhange. Ils ont été bien malencontreusement perdus ou détruits.

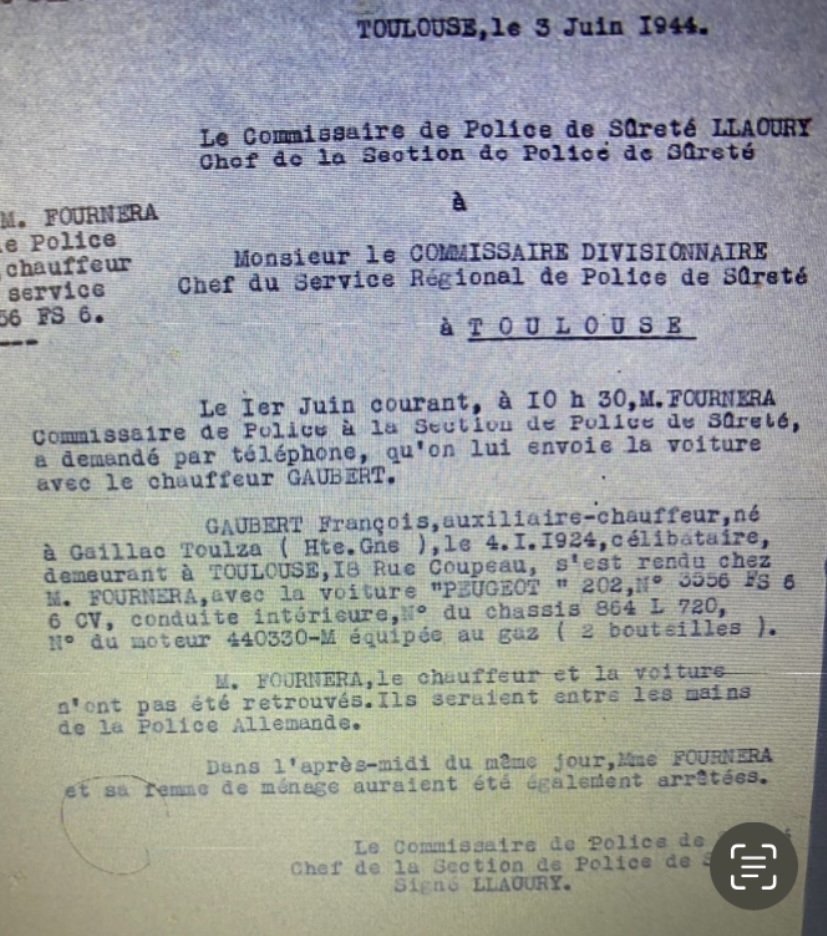
Arrestation par la police allemande de Pierre Fournera avec son chauffeur François Gaubert qui conduisait leur Peugeot 202. Le même jour, Mme Fournera et sa femme de ménage ont également été arrêtés par la gestapo.

#### L'intendance de police,no14place Saint-Étienne

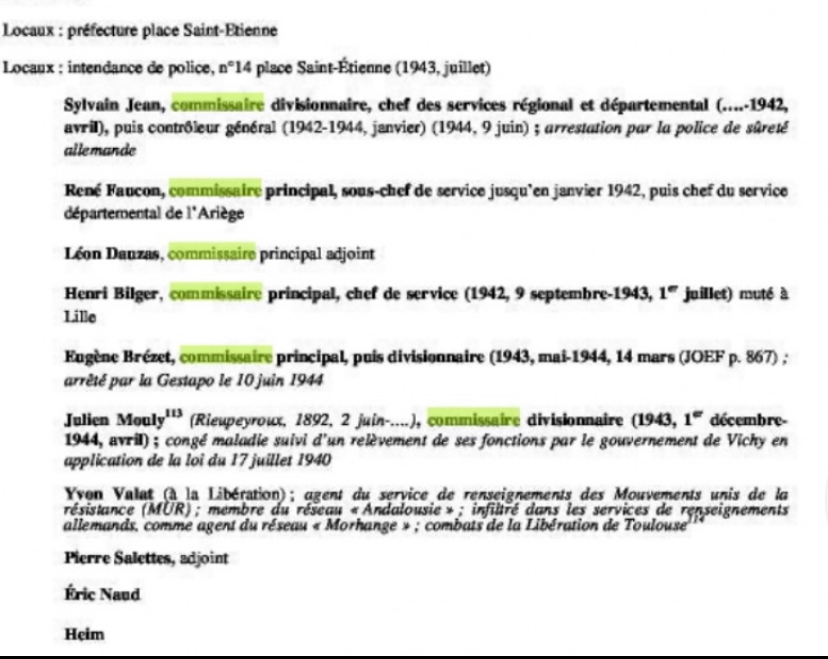
Organigramme de l'intendance de police de Toulouse. Juillet 1943Pierre Salettes, Raymond Heim

Personne ne sait exactement qui l'a dénoncé. Probablement un membre du groupe Morhange, puisque la Gestapo l’a arrêté en lui reprochant d’appartenir à ce réseau de résistants.
Certains historiens considèrent toutefois qu'il s'agit du policier de Montauban, Pujol, un résistant retourné par la Gestapo (le 26 mai 1944) à l'origine de plusieurs arrestations, qu'Achille Viadieu (X2 du réseau Morhange) tenta d'éliminer, avec Jacques Combatalade (x5), lors d'une opération qui lui coûta la vie le 2 (ou 3) juin 1944 (légende de Jacques Combatalade); d'autres évoquent le nom de Heim, un secrétaire de l'intendant de police Danglade. Incarcéré à la prison Saint-Michel, Heim sera par la suite torturé et reconnu invalide à 106%. Les intendants de police constituent un corps nouveau dont la création s’accompagne d’une lutte entre le corps préfectoral et les commissaires de police, chacun estimant que cette nouvelle fonction lui revient de droit, selon Jean-Marc Berlière. Pierre Marty, comme Hornus, seront condamnés a mort et exécutés à la Libération. Quant au colonel Danglade, il travaille directement sous les ordres de René Bousquet (originaire de Toulouse, également épargné à la Libération). Il est qualifié de « salopard de collabo » par Robert Terres du poste des TR 117 de Toulouse. Pierre Saint-Laurent (x16 du réseau Morhange) explique même que Danglade lui demande de l'exécuter à la Libération.
Des doutes subsistent enfin quant à la voiture utilisée lors de l'élimination en 1943 de Barthelet, l’intendant de police de la région de Toulouse, du même modèle que celle de Fournera (une Peugeot 202, immatriculée 3556 FS 6). Il convient cependant de préciser à ce sujet que, selon le résistant Claude Levy, ce n'est pas le réseau Morhange, mais les résistants FTP-MOI qui ont éliminé l'intendant de police Barthelet (a noter que Selon l historienne Annie Lacroix-Riz se seraient les allemands qui l auraient assassiné car Barthelet refusait d obéir a leurs ordres). Le résistant communiste précise par ailleurs qu'en décembre 1943, il est interrogé violemment dans les locaux de l'intendance de police de Toulouse, non pas par Heim, mais par Fournera, avec qui il sera déporté par le Train fantôme, convoi dont il parvient à s'évader comme Heim (et/ou Raymond Renard), et contrairement à Pierre Fournera que les nazis fusilleront avant leur « évasion ». À Toulouse, des attentats commis par les FTP-MOI communistes, comme celui organisé le 2 mars 1944 par le polonais Wiktor Bardach (alias Jan Gerhard, futur agent de Moscou qui permit des exécutions sans procès)sont à l'origine de victimes uniquement civiles. Les plupart des membres de la brigade FTP MOI de Toulouse seront finalement arrêtés par le commissaire Gillard des Brigades spéciales et déportés vers Dachau avec Fournera par le Train fantôme.
Pendant l’Occupation, deux groupes d'agents soviétiques vont tenir le devant de cette scène. L'un, à Paris est dispersé à la suite d'une trahison. L'autre, avec à sa tête « Henri », rassemble plus de vingt-cinq personnes et est basé à Toulouse en 1941. Selon les archives du KGB, son noyau dur survécut malgré l'arrestation d'au moins cinq des siens. Le rôle du NKVD (ex KGB) à cette époque en France reste mal étudié, encore de nos jours. Certains historiens remarquent cependant que certains membres de la Gestapo géorgienne pourtant en liens étroits avec les allemands de la Gestapo toulousaine et certains collaborateurs de l intendance de police, seront blanchis à la libération par les membres du PCF (qui leur fourniront des attestations anti fascistes) probablement à la demande de Lavrenti Beria le chef du NKVD.

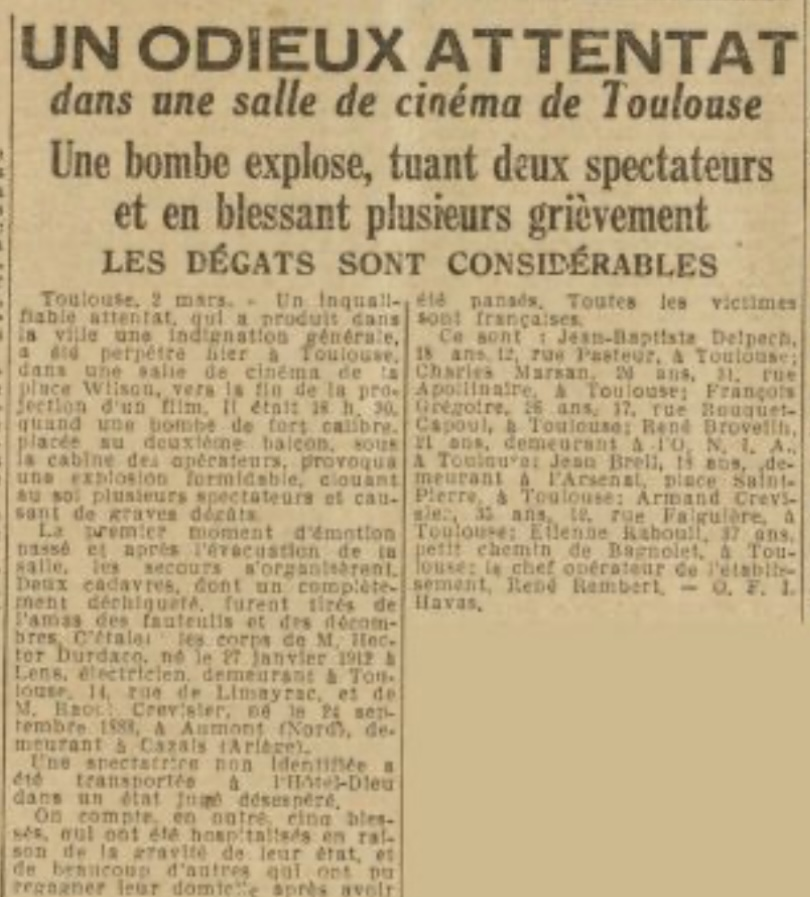
Une bombe placée dans un cinema de Toulouse fait deux morts. Plusieurs autres spectateurs sont blessés. Les dégâts sont considérables. 02 mars 1944

#### Le commissariat de police
Selon d'autres historiens, Pierre Fournera est arrêté par les nazis car il est chargé par Marcel Taillandier de jouer les intermédiaires entre le réseau Morhange et le commissaire divisionnaire toulousain Germain Subra (arrêté dans un train vers Perpignan). Il faut dire qu’au commissariat saint-Étienne de Toulouse, c'est Pierre Fournera qui est considéré comme l’émissaire du réseau Morhange.

#### La milice
Une archive de la Gestapo établit finalement que Pierre Fournera a été dénoncé par Thoulouse, un des chefs de la Milice toulousaine, dont la maîtresse a relevé les plaques d'immatriculation des véhicules lors de réunions du réseau Morhange à la villa de la Côte Pavée d’André Fontes (X4 du réseau Morhange)à Guilheméry avec Achille Viadieu (X2 du réseau Morhange) et le commissaire Germain Subra (qui sera déporté avec Fournera); tous deux également dénoncés par le milicien. Achille Viadieu sera tué par les Stosstruppen allemands le 2 ou 3 juin 1944 à 20h15 dans la rue Beethoven de Toulouse après avoir tenté d'exécuter le traitre Pujol avec Jacques Combatalade (X5 du réseau Morhange qui signera pourtant un engagement avec les Stosstruppen allemands une fois incarcéré); quant à Germain Subra, comme Fournera, il est arrêté par la Gestapo le 3 juin 1944 et meurt en déportation. Selon la Fédération Nationale Autonome des Pupilles de la Nation et Orphelins de Guerre de tous les conflits, Jacques Combatalade, blessé, est épargné par les Allemands car pouvant passer contre renseignements au service de la Gestapo, ce qu’il fera.
En raison de son double jeu, plusieurs zones d'ombres planent autour d'Achille Viadieu. Il est établit qu'il fréquentait avec Pierre Rous (le successeur de Marcel Taillandier à la tête du réseau Morhange) un agent de la Gestapo (Lehman) qui lui fournissait des Sonderausweis. Par ailleurs, sa femme Aline a été interrogée dans les locaux de la Gestapo avant l'arrestation de Fournera, afin d’identifier les personnes avec qui il se réunissait (André Fontes ainsi que Pierre Rous; Subra, Fournera et/ou Marcel Taillandier selon É. Leroy). Enfin, selon Claude Faber son cadavre n'a pas été reconnu par ses collègues de la gare Matabiaud ou il travaillait. Plus tard, alors que Jacques Comabatalade (X5 du réseau Morhange) a été arrêté le 2 juin 44, Marcel Taillandier (chef du réseau Morhange) écrit curieusement à la Gestapo pour lui indiquer que Viadieu, qui était avec lui à Barcelone (c'est dans cette ville qu'ils auraient été identifiés par les agents de la Gestapo) trois jours avant sa mort, a été tué par les hommes de la Gestapo le 3 juin 1944 à Toulouse. Il ajoute que Viadieu aurait versé une somme de 100 000 Francs à l'agent de la Gestapo Lehman avant d'être tué (probablement en échange de Sonderausweis).
Le 12 aout 1944, le milicien Thoulouse, sera enfin exécuté par Pierre Loutrel, recruté par Pierre Rous (le successeur de Marcel Taillandier à la tête du réseau Morhange) pour venger la mort des résistants du Réseau Morhange. Pierre Rous déposa alors sur le cadavre de Thoulouse un carton sur lequel était inscrit: « Je suis un traître à mon pays. J’ai vendu des patriotes. Signé, le Réseau Morhange ».

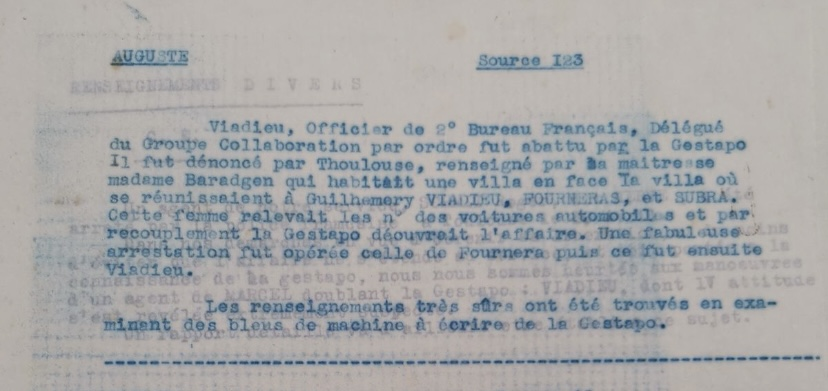
La fabuleuse arrestation de Pierre Fournera par la Gestapo, à la suite de la dénonciation du milicien toulousain Thoulouse.

Pressentant son destin tragique, le beau-père de Fournera, le lieutenant René Beille (officier de la Légion d'honneur et Croix de guerre avec sept citations) se résout à tenter de le libérer de la prison Saint-Michel, en écrivant à Joseph Darnand qui avait servi sous ses ordres au 366e régiment d'infanterie, pendant la Première Guerre mondiale, avant qu’il ne soit grièvement blessé et qu'il n'avait pas revu depuis. Dans ces courriers datés du 15 et 17 juin, on découvre que, probablement pour justifier sa demande de libération, Fournera aurait été incarcéré, à l'issue d'une vague d'arrestations de notables toulousains (comme Mgr Saliège ou Jean Baylet, membre du jury qui acquitte René Bousquet en 1949)) effectuées par les Allemands le 9 juin, après le débarquement de Normandie.

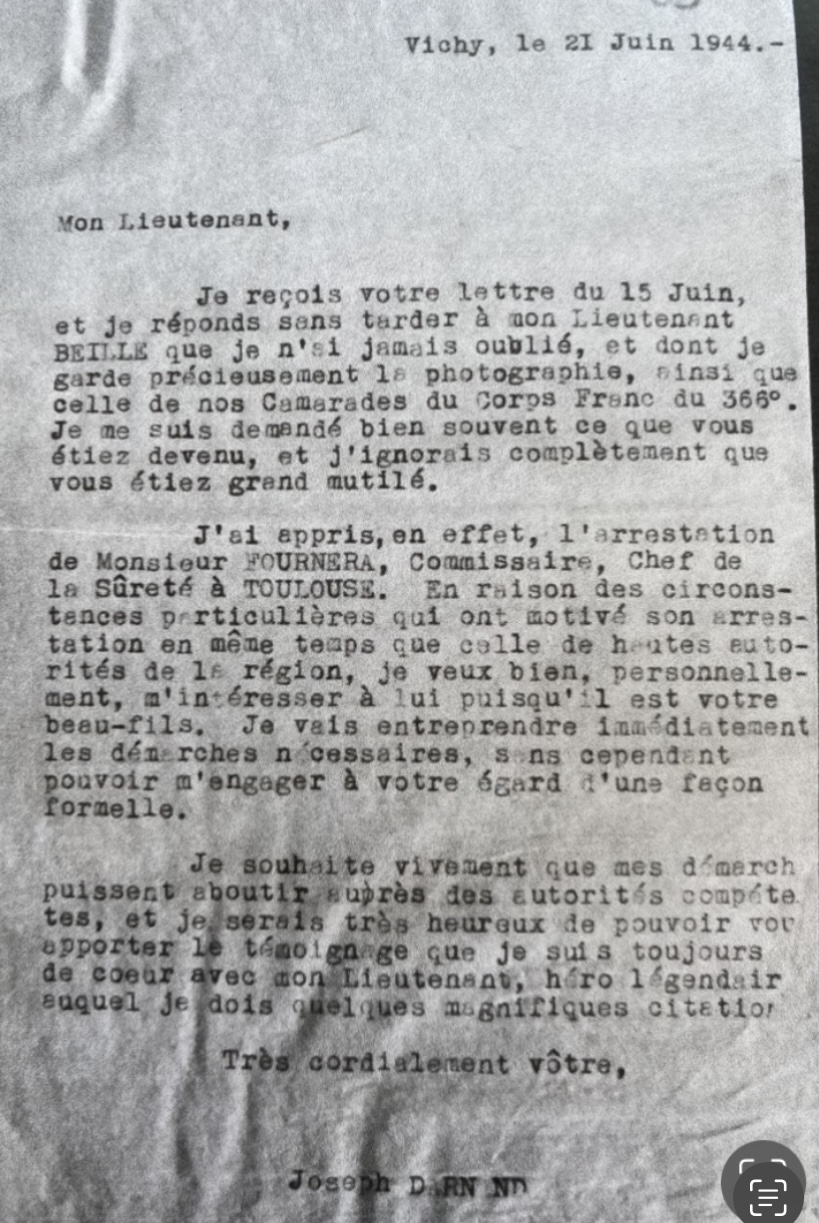
Lettre de Joseph Darnan adressée à René Beille(qu'il n a pas revu depuis la guerre 1914/18, concernant son beau-fils, Pierre Fournera.

Les rapports de police du Commissaire Laury, le remplaçant de Fournera, datent cependant son arrestation au 1er juin, le jour de sa disparition.
Plusieurs membres du réseau Morhange seront incarcérés avec Fournera à la prison Saint-Michel. De la 8e brigade Mobile de Toulouse (ou travaille le commissaire Fournera), l'inspecteur Jacques Combatalade parviendra à s'évader de prison et le commissaire divisionnaire Germain Subra sera déporté avec Fournera à Dachau, par le Train fantôme. Quant aux autres policiers Marcel Mercier et Marcel Joyeux, ils seront fusillés par les Allemands, dans le bois de la Ruelle, peu avant le départ du Train fantôme.

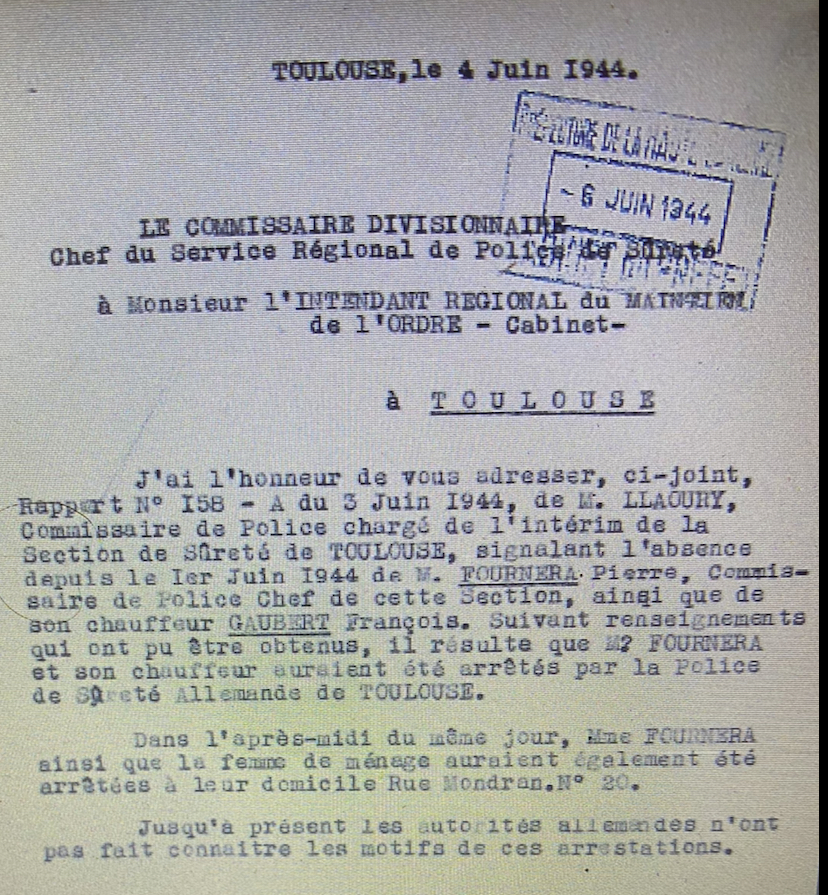
Rapport de police, du 4 juin 1944, sur la disparition de Fournera, le 1er juin 1944, établi par le commissaire Laury, son remplaçant.

### La déportation, le Train fantôme (juillet 1944)
Le 3 juillet 1944, Pierre Fournera est déporté par le Train fantôme avec plusieurs membres des Travaux Ruraux et environ 50 prisonniers politiques de la prison Saint-Michel. Son nom figure pourtant sur une liste de personnes à déporter, non pas à Compiègne, mais au Fort de Romainville pour le fusiller, ce qui fera dire à certains que Fournera a volontairement pris le Train fantôme pour s’évader. En route vers le camp de Dachau, en Allemagne, ce convoi de déportés mettra deux mois pour arriver à sa destination, explique Marc Levy. Ce sont environ 700 hommes et femmes qu’on amène sur des quais et qu’on charge dans des wagons à bestiaux, debout les uns contre les autres, comme Francesco Fausto Nitti, Alice Bessou-Kokine, Christian de Roquemaurel du maquis Bir-Hakein ou Germain Subra, le commissaire toulousain arrêté en même temps que Fournera.
Le 19 juillet 1944, Fournera est alors remplacé par Laury à son poste de commissaire, par les autorités de Vichy qui pensent qu'il a été déporté à Compiègne le 4 juillet 1944. Ce même Llaoury sera chargé d'enquêter sur son arrestation et sa déportation, sans résultat: on ne sait pas pourquoi Fournera a été arrêté (rapport du 3 juin 44), ni déporté et fusillé par les Allemands (rapport du 3 avril 45).
Le 9 juillet 1944, après avoir été attaqué par la Résistance, le Train Fantôme s'arrête à Bordeaux.

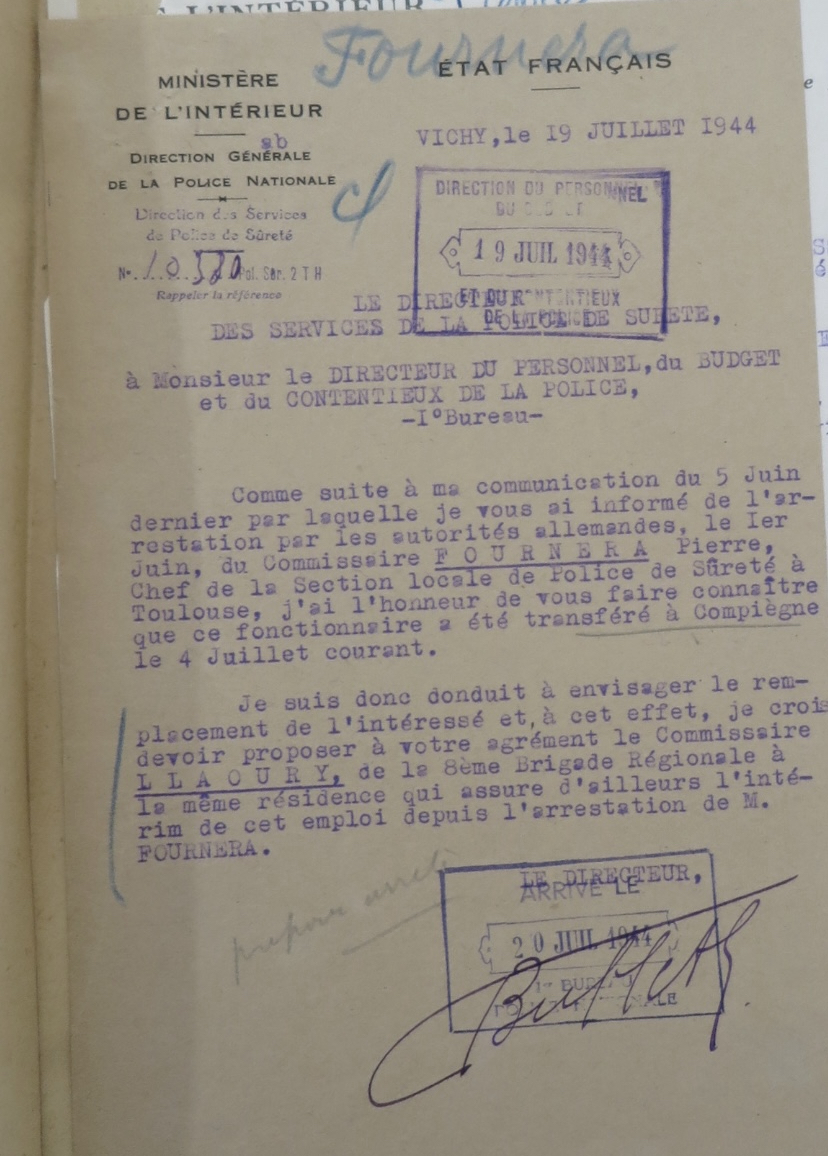
Rapport de Vichy, du 19 juillet 1944, sur la déportation de Fournera.

### Bordeaux
Le 12 juillet 1944, les déportés sont alors transférés à la synagogue de Bordeaux, transformée par les autorités allemandes en annexe de la prison du Fort du Hâ.
Selon le resistant italien Francesco Fausto Nitti (le seul déporté du train fantôme à avoir écrit un livre sur ce sujet), Après leur incarcération dans la synagogue, un des chefs de l’escorte allemande, assisté par un interprète, se présente et lit à haute voix une liste de seulement dix noms (d autres sources évoquent  8 ou12 noms), parmi lesquels se trouvent Fournera et notamment le philosophe résistant Albert Lautman (arrêté le 15  mai 1944, du réseau Pat O'Leary dont certains membres, comme Francisco Ponzán Vidal, seront massacrés le 17 août 1944 dans des circonstances non élucidées) ainsi que le gendarme Robert Borios,.

#### Le fort du Hâ, la Gestapo
Selon l historien bordelais René Térrise, La famille Borios s'est rendue à la prison du fort du Hâ pour essayer de faire libérer leur fils. Le commissaire français Chiron téléphone alors au responsable de la police allemande, le Kommando der Sipo und der SD (Kds) de Bordeaux Friedrich-Wilhem Dohse, en présence même de Mme Borios. Dohse, qui traque notamment les résistants du réseau Andalousie, lui aurait reproché qu'un bon Français se permette de demander une faveur pour de pareils « terroristes qui ne méritent que la mort ». En 1953, lors de l’instruction de son procès, le Kds bordelais confirme cet épisode en soulignant que la décision de fusiller les déportés du train fantôme a été prise en accord avec le Kds Shur, chef de la police allemande de Toulouse. Une enquête menée en 1949, parviendra cependant à la conclusion que c'est Dhose qui sélectionna les dossiers des fusillés du Train fantôme en fonction de leurs « situations précaires ». (Légende des fusillés du Train fantôme)

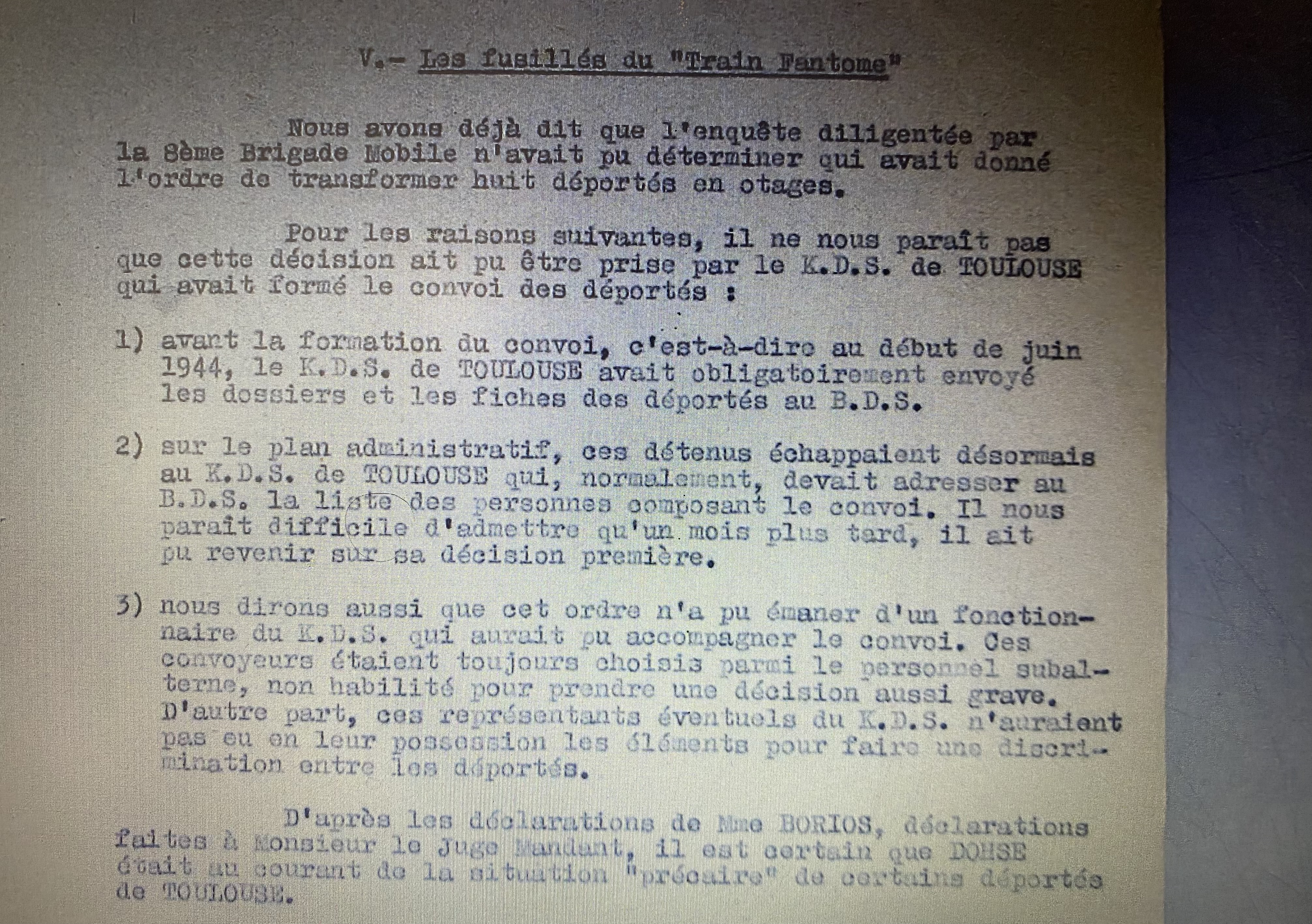
Enquête de 1949 sur les déportés du Train fantôme, fusillés au camp de Souge"il est certain que Dhose (le chef de la Gestapo bordelaise etait au courant de la situation "précaire" de certains déportés".

Autrement dit, Shur, le chef de la Gestapo toulousaine ayant décidé de déporter Fournera en juin, ne pouvait se déjuger en demandant à ce qu'on le fusille en juillet. Il convient enfin de préciser à ce sujet que le 12 juillet 1944, avec Léo Hamard (X6, policier avec Fournera au commissariat rempart Saint-Étienne de Toulouse), Marcel Taillandier, le chef du réseau Morhange, est arrêté, puis torturé, tué et enterré à Toulouse par les nazis. Auparavant, une semaine avant le départ du Train fantôme, Marcel Joyeux et Marcel Mercier, emprisonnés à Toulouse en même temps que Fournera, sont fusillés comme lui, dans le plus grand secret, dans le bois de la Reulle, à une quinzaine de kilomètres de Toulouse, par un peloton de la compagnie de réserve de la division SS Das Reich. Comme Pierre Fournera, certains fusillés du bois de la Reulle étaient membres du réseau Morhange, mais aussi de l'Armée Secrète. Vraisemblablement dénoncés par le traitre Pujol (un policier de Montauban retourné par la Gestapo le 26 mai 44), l'identité de tous les fusillés du bois de la Reulle n’est à ce jour toujours pas connue.

#### La synagogue, les résistants FTP-MOI
Le 29 juillet 1944 à 16 h, les détenus de la synagogue assistent ainsi au départ de leurs dix camarades, dont l'un avait à peine 17 ans. Ils rejoignent un groupe de résistants girondins, détenus au fort du Hâ. Les sentiments de pessimisme et d'étonnement assaillent alors les déportés FTP-MOI du Train fantôme de voir le commissaire Fournera laisser ses bagages dans la synagogue. Depuis leur incarcération dans la prison Saint-Michel de Toulouse, ils ne savent que trop bien ce que cela veut dire, explique Jürg Altwegg.
Le Colonel Rémy considère ainsi qu'il ne fut pas de jeu plus dangereux, ni plus ingrat, exigeant de ses participants une abnégation des plus rares puisqu'il les exposait au mépris de leurs propres frères d'armes qu'il n'était pas possible d'informer sans risquer de porter atteinte à leur sécurité.
Selon Michel Slitinsky, l’historien à l’origine de l’affaire Maurice Papon, Pierre Fournera sera alors fusillé aux côtés de 47 autres résistants le 1er août 1944, à la suite d’un communiqué de presse allemand du 28 juillet 1944 indiquant: « Les membres des groupes de Résistance sont considérés comme des francs-tireurs et traités comme tels. » Les Allemands se réclamaient alors de la légitime défense pour passer par les armes 2 jours après cette mise en garde, les quarante-huit patriotes.

### Le camp de Souges
Avant d’être fusillé le 1er août 1944, Fournera sera amené, avec les autres otages, deux fois sur les lieux de l'exécution du camp de Souge et ramené au fort du Hâ. Le colonel Leistikon aurait refusé d'exécuter l'ordre reçu de les abattre  car l'autorité dont émane l'ordre n'est pas mentionnée. Ce n'est finalement que le troisième jour qu'ils seront passés par les armes. Dans le camp de Souges, quarante-huit hommes descendirent alors des camions de la Wehrmacht pour être fusillés, explique Régine Deforges. Les victimes sont ainsi alignées devant un peloton de fortune, composé de volontaires parmi les Feldgendarmes du lieutenant Baumgartner, chargé de convoyer les résistants du Train fantôme. Il y a un total de 50 fusillés, 48 otages plus un Allemand et un Français collaborateur. La date du 1er août 1944 marque ainsi la dernière et la plus complexe des vagues d’exécutions ayant ensanglanté la lande de Souge.

#### Le peloton de fortune, les otages fusillés clandestinement (août 1944)
Les archives de la préfecture de la Gironde portent la mention « Otages fusillés clandestinement ». Les autorités ont tenté par tous les moyens de cacher cette fusillade aux pouvoirs publics. De ce fait, aucune démarche n'a été faite par les autorités locales en vue de faire rapporter cette tuerie. Les résistants ont été exécutés, en tant que tels, dans le plus grand secret; contrairement aux autres tueries de masse effectuées, en représailles, par les Allemands afin de terroriser la population française.
Lors de son procès, le SS Rudolf Klumpp devait même déclarer que son collègue Marschner et lui avaient eu quelques doutes sur la légalité de cette exécution collective qui a été effectuée sans le moindre jugement d'un tribunal militaire allemand. Klumpp devait ajouter que Marschner et lui avaient alors fait part de leur dégoût devant cette tuerie. Il précisera enfin qu'il ne pouvait dire à la suite de quelle décision cette fusillade avait eu lieu, mais il supposait que Dhose avait dû y assister.

##### Dhose et l’Affaire Grandclément
Il convient enfin de remarquer que malgré ces témoignages, Dhose, lors de son procès qui se tint à Bordeaux, le 5 mai 1953, n'est condamné qu'à sept ans de prison, ce qui fera dire à certains historiens que c'était un agent double. Les fusillés du camp de Souges ne seront même pas évoqués pendant le procès (de peur des révélations explosives sur la Résistance que s apprêtait à faire Dhose?). Mais pourquoi alors Dhose aurait-il fait fusiller ces résistants qui ne cessaient de clamer leur innocence? Lors des interrogatoires qu'elle subit au fort du Ha, la résistante Renée Lacoude se demande même si Dhose, qui semblait avoir viré casaque, n'avait pas des craintes pour son avenir immédiat. De peur d'être inquiété par ses compatriotes, Dhose, qui était au cœur de l'affaire Grandclément, aurait-il alors décidé de faire taire, en les éliminant, des résistants qui, comme le commissaire Fournera, étaient au courant du double rôle qu'il jouait; ou avait-il tout simplement peur de se faire tuer par la Résistance à quelques jours de la libération de Bordeaux? Certains historiens parviennent cependant à la conclusion que les otages ont probablement été exécutés à la suite de l’attaque de l'interprète du commandant allemand Machule (chef de Dhose) par Lucien Nouaux, un résistant du Corps Franc girondin Marc; ce qui expliquerait la présence de nombreux résistants appartenant à ce Corps Franc parmi les fusillés du camp de Souge. Dhose aurait alors été contraint de sélectionner des déportés du Train fantôme afin d’atteindre le nombre de 50 fusillés, exigé par Machule, en représailles de l’attaque de son interprète. D’autres historiens lient enfin cette exécution à la disparition et la mort de André Grandclément (un chef résistant bordelais retourné par Dhose); La Gestapo ayant indiqué que 100 résistants seraient fusillés s'il arrivait quelque chose à Grandclément. Mais pourquoi alors les otages ont-ils été fusillés, dans le plus grand secret, s’il s agissait d’une exécution effectuée par les Allemands en représailles des actes réalisés par la Résistance ?

##### Les zones d'ombre sur les massacres

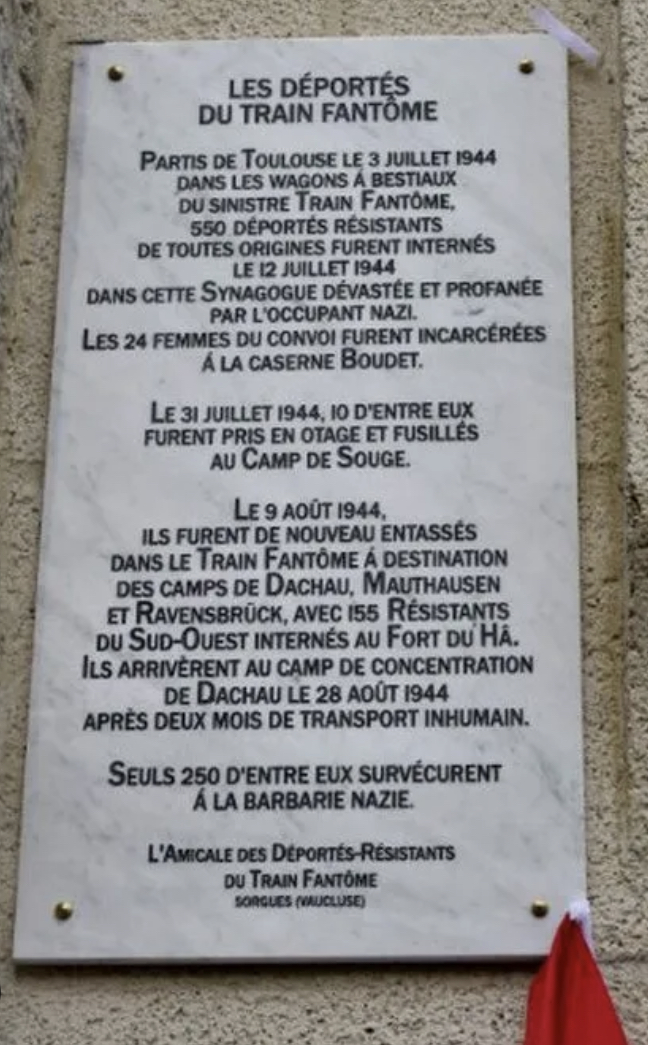
Plaque commémorative des déportés du Train fantôme de la synagogue de Bordeaux.

Comme pour les exécutions de Buzet-sur-Tarn effectuées à proximité de Toulouse, dans le plus grand secret, le 17 août 1944, de nombreuses zones d'ombre existent encore aujourd'hui sur la mort des dix déportés du Train fantôme. Cette absence d'explication historique hante les familles des fusillés. Comment ces 10 otages ont-ils été sélectionnés, pourquoi ces massacres ont-ils été effectués clandestinement, à seulement quelques jours de la libération, alors que la Werhmacht était en pleine débâcle, et que les Allemands ne pensaient qu'à fuir le sud-ouest de la France? Telles sont les questions que se posent encore aujourd'hui les historiens. Certains émettront l'hypothèse que Fournera a été transféré à Bordeaux pour y être assassiné par les Allemands (en raison de sa participation au réseau Jade-Amicol ou/et Andalousie); tandis que d'autres suggèreront que certains de ces massacres ont été perpétrés, non pas par des Allemands, mais par des policiers français afin de se blanchir de leur passé trouble. À Toulouse, comme à Bordeaux, les enquêtes menées sur les fusillés du camp de Souge seront confiées aux policiers des services issus de la collaboration.
L'historienne Alya Aglan relève pour conclure que ce type de massacres fut perpétré par les Allemands en pleine débâcle dans plusieurs villes françaises, comme notamment à Lyon, en raison principalement du taux de remplissage élevé des prisons françaises.

#### Le charnier du camp de Souges (octobre 1944)
Pierre Fournera meurt ainsi à seulement quelques jours de la libération de Toulouse. Le Kds Shur, chef de la Gestapo toulousaine a demandé aux autorités bordelaises de le fusiller, alors même que son nom figurait sur la liste de déportés du Train fantôme, ce qui, en soi, constitue un crime de guerre. Son corps est découvert dans une fosse commune du camp de Souge le 10 octobre 1944. Sa famille confirme son identité à l'aide de sa dentition. Lors de l'inhumation, son visage a été recouvert de chaux vive par les Allemands. Son acte de décès a été dressé par le maire de Martignas-sur-Jalle, commune où se situe le camp de Souge. Il date la mort de Fournera au 29 juillet 1944. Le 28 juillet de cette même année, M. Lille, le maire de la commune a été averti par les autorités allemandes qu'il serait fusillé le lendemain et non le 1er août 1944, véritable date de sa mort. La liste des 50 fusillés ne sera remise par les Allemands que le 21 août 1944, soit une semaine avant leur départ et la libération de Bordeaux.
Quant au Train fantôme, il repart de Bordeaux le 8 août 1944, avec environ 50 nouveaux déportés, détenus au Fort du Hâ. Faute de pouvoir continuer vers le nord, après avoir été attaqué par la Résistance, le convoi rebrousse finalement chemin et redescend à Toulouse.

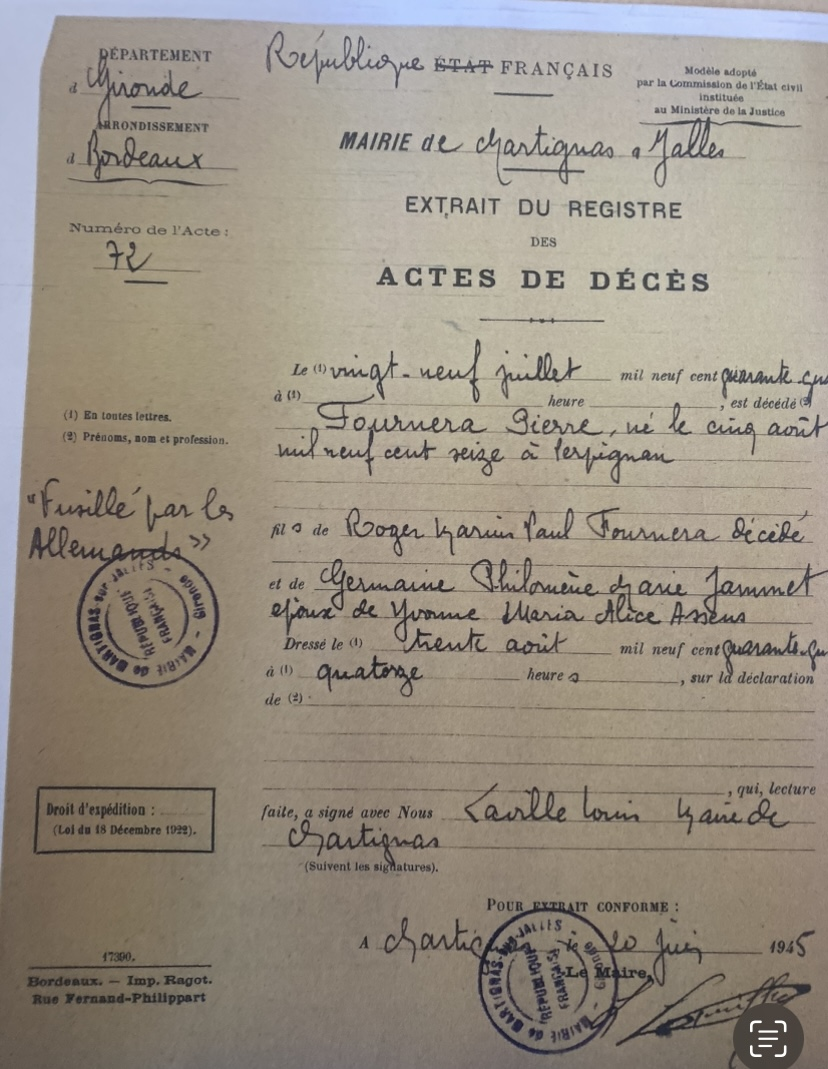
Acte de décès de Pierre Fournera Fusillé par les Allemands, dressé par le maire de la commune où est situé le Camp de Souge.

### La Libération, le bouc émissaire
À la Libération, les autorités de l'époque, dont Vincent Auriol faisait partie, lui refusèrent la mention « Mort pour la France ». Son activité de policier au sein du régime de Vichy, ne lui est pas pardonnée. Tout en émettant des doutes sur l'identité du corps découvert au camp de Souge(son identité ne sera définitivement reconnue qu en 1945,suite à une enquête officielle), l'Armée diligentera une enquête policière à Toulouse qui parviendra à la conclusion que Fournera a été fusillé à la suite « d'arrestations collectives ». Parmi les fusillés du Train fantôme, seuls 4 cadavres, dont celui de Fournera, seront pourtant identifiés dans le charnier du camp de Souge. Quant aux arrestations collectives, elles ont eu lieu, à Toulouse, le 9 juin 1944, après le débarquement de Normandie ; et non le 5 juin de la même année, date de l'incarcération de Fournera.
En 1945, tandis que le Général Weygan est emprisonné et que 16 000 officiers sont licenciés, comme 30 000 sous-officiers; Vincent Auriol, que Fournera a arrêté en 1942, est élu député de Haute-Garonne, puis nommé ministre d'État dans le gouvernement De Gaulle, avec plusieurs communistes, comme le déserteur Maurice Thorez, François Billoux à la Défense ou Charles Tillon à l'Armement, qui couvrira (avec son beau-frère du service B) Lucien Iltis, un agent double de la Gestapo retourné par Klaus Barbie.
Dans ses Mémoires de guerre, le Général de Gaulle décrit pourtant Toulouse, à la libération, comme « une ville passablement agitée » où « des chefs de factions armées constituent comme un soviet ».

#### Le Traître
À la demande des Communistes et pour se blanchir de son passé de collaborateur, un policier, prêt à tout pour sa carrière, prétendit ainsi que Fournera (qui venait d'être arrêté, déporté et fusillé par les nazis) avait dénoncé des membres du réseau Morhange. L’Histoire retient qu’en réalité, sous l'Occupation, les nazis fusillaient les résistants qui, après avoir été arrêtés par la Gestapo, refusaient de trahir leur réseau sous la torture; tandis qu'ils libéraient les autres en faisant croire qu’ils s’étaient évadés après leur trahison (comme par exemple René Hardy)
Faux évadé du Train fantôme (il a été transféré au Fort de Romainvilleet explique ainsi, par erreur, dans sa déposition sur Fournera que ce dernier a été déporté par les Allemands après leur départ de Bordeaux avec le Train fantôme, le 8 aout 1944; alors même qu'il a été fusillé avant au camp de Souge, le 1er aout 1944 ); il use du même procédé (avant de mourir, un déporté m’a dit que...) à l'encontre de l'inspecteur Jean Pages qu'il traite de collabo, alors que ce dernier a été fusillé par les Allemands, le 27 juin 1944, avec d’autres membres du réseau Morhange (Marcel Mercier et Marcel Joyeux) dans le Bois de la Reulle.

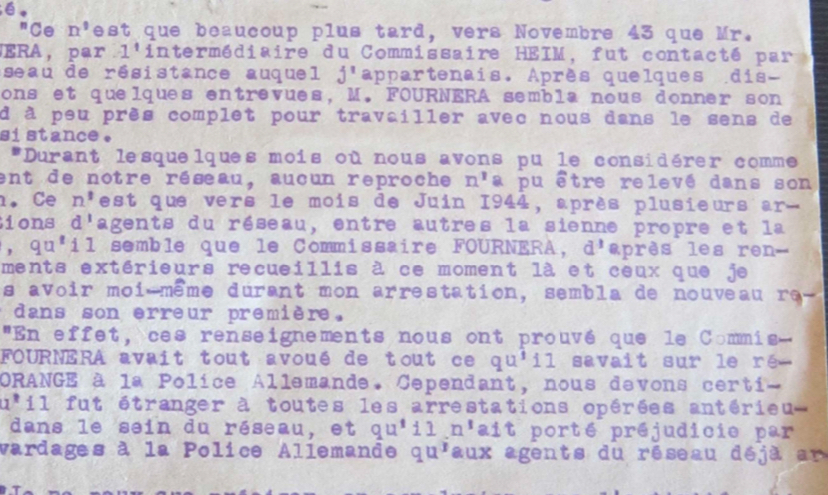
Extrait de la déposition sur Fournera établie par le premier policier:" nous devons certifier que Fournera fut étranger à toutes les arrestations opérées antérieurement (à la sienne) dans le sein du réseau, et qu'il n ait porté préjudice qu aux agents du réseau déjà arrêtés..."+ À l'issue de plusieurs réunions, Pierre Fournera est entré dans le réseau Morhange en novembre 1943.

Incarcéré pour marché noir à la Prison Saint-Michel, avec Fournera, il tente de se faire passer pour un résistant en prétendant appartenir au groupe Morhange. Or, à Toulouse, aucun résistant ne se souvient de lui, sauf le membre du réseau Morhange qui a dénoncé ses camarades et le groupe franc Vira, d'Achille et Raymond Viadieu, qui a tenté de l'éliminer lorsqu'il collaborait avec les officiers de la Gestapo, Schweitzer et Stubbe, alors qu'il était en poste à l'intendance de police de Toulouse. Dans les archives du BCRA (service de renseignements gaulliste durant la guerre), on trouve son nom sur une liste de suspects avec la mention: « collaborationniste prononcé ». Au SDECE d’Alexandre de Marenches, il est également signalé comme « collaborateur actif », après avoir découvert que, pendant la guerre froide, il a nommé à un poste sensible d'outre-mer, un policier ancien communiste (X13 du Réseau Morhange) au passé trouble (interventions en Afrique, au Katanga notamment),qu'il connaissait pendant l'Occupation à Toulouse. Une fois devenu Chef de la Section Documentation de la Direction Générale de la Sûreté Nationale, il bloque toutes les archives relatives à cette affaire. Dénoncer un mort pour des crimes de trahison qu'il n'avait pas commis, en vue de se disculper, s'avéra être une pratique relativement courante à la Libération.

#### L'Agent double
Ce policier est couvert par un inspecteur de police, devenu Commissaire, qui travaille sous les ordres du commissaire Dedieu (favorable à la collaboration) à la huitième brigade régionale de Toulouse, avec les commissaires Fournera et Subra. Ce membre du réseau Morhange est arrêté le 2 juin 1944, en même temps que Fournera et Subra, tous deux morts après avoir été déportés par le Train fantôme. Blessé lors de son arrestation, il est épargné par les Allemands car pouvant passer contre renseignements au service de la Gestapo, ce qu’il fera. Il parvient ensuite à s’évader de prison après avoir été décoré par les Allemands à la suite de son engagement avec la Gestapo, dans la « troupe de choc » (Stosstruppmann) du SD allemand (Sicherheitspolizei) de Toulouse. 

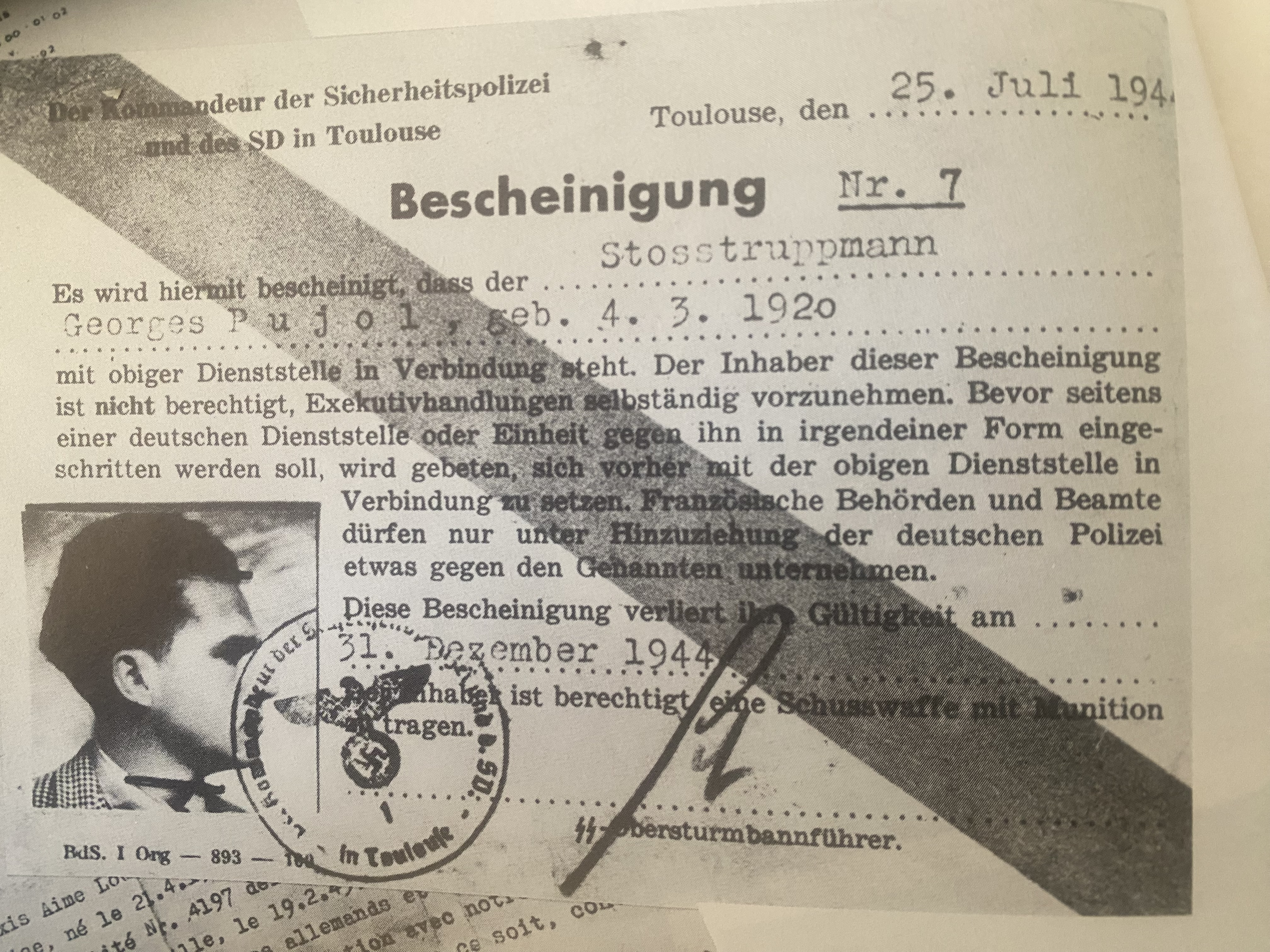
Carte d'engagement dans la « troupe de choc » (Stosstruppmann) du SD allemand (Sicherheitspolizei) du traitre Pujol, un policier de Montauban retourné par la Gestapo le 26 mai 1944.

Pourtant, grâce à la complicité du premier policier qui a trahi Fournera, cet authentique agent de la Gestapo sera alors reconnu comme résistant, tandis que Fournera, qui venait d'être arrêté, déporté et fusillé par les Allemands, est traité de collabo. À la Libération, il est nommé membre du réseau Andalousie, par son ami François Bistos du SDECE, DGER, qui limogera Bistos pour intelligence avec l'ennemi communiste pendant la guerre froide. En 1946, il est mis en cause dans une grave affaire judiciaire. On s'aperçoit alors qu'il a été décoré par la Gestapo pendant qu'il était incarcéré à la prison Saint-Michel de Toulouse. Il quitte la police en 1946. Véritable agent triple, ce membre réseau Morhange est aussi, à Toulouse, un des informateurs du Service B, le service de renseignements des FTP communistes.

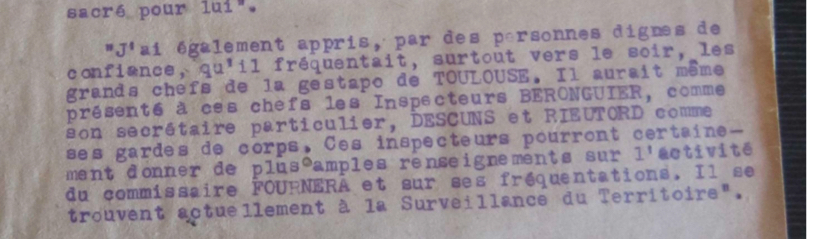
Extrait de la déposition établie par le second policier à l'encontre de Fournera. À noter que les inspecteurs cités: Descuns, Berenguier et Rieutord (qui accompagnaient Fournera et sous les ordres de qui ils travaillaient) seront tous reconnus comme résistants et homologués agents du réseau Seigle/Andalousie/ Morhange. Malheureusement leurs dépositions sur Pierre Fournera seront égarées ou détruites.

Afin d’infiltrer la police, les communistes, aux ordres de Moscou, blanchissaient ainsi certains policiers de leur passé trouble. Après avoir servi les nazis, ils étaient alors aux ordres des soviétiques, faute de quoi leur passé de collaborateur était révélé par les rouges.

### Toulouse la rouge, l’épuration

#### Pierre Rous et Pierrot le Fou
Avant de se faire tuer par les Allemands, Marcel Taillandier avait prédit qu’à la Libération, son réseau Morhange devrait lutter contre les communistes, mais probablement pas de cette manière. Les principaux membres de son réseau (X1,X2,X6, Joyeux, Fournera, Mercier) ayant été décimés, avec lui, par les nazis, seuls les spécialistes du double jeux survécurent. Interrogé sur ces sujets, Pierre Rous, son successeur controversé à la tête du réseau Morhange, répondra plus tard: « Je préfère ne pas en parler, je serais grossier ». Quant à Paul Paillole, étiqueté Giraudiste, il démissionne de ses fonctions, considérant que les services de renseignements ne peuvent être dirigés que par des militaires et non des hommes politiques. Roger Lafont, (allias Verneuil qui connaissait pourtant Fournera en tant que responsable des Sociétés de travaux ruraux ), son successeur refusera d'homologuer les trois-quarts des membres du réseau Morhange qu'il traitera d'assassins; (en raison du recrutement de Pierrot le fou par le réseau Morhange pour exécuter deux chefs miliciens (Thouloise et Cavalerie) qui ont dénoncé Fournera) allant même jusqu'à menacer de faire arrêter Pierre Rous (qui remplace Marcel Taillandier à la tête du réseau Morhange) par la DST de Roger Wybot.
Après avoir gagné une guerre que nous avions perdu, nous avons finalement perdu une Libération que nous avions gagnée, conclut ainsi Elly Rous Serra.

#### Le Jouet du PCF
Le 17 septembre 1944, à Toulouse, Charles de Gaulle reprochera enfin à Serge Ravanel, qui a libéré la ville rose, de laisser trop d'espace aux Communistes; craignant la création d'une « république rouge », à la suite des « initiatives regrettables » prises par les chefs de la résistance locale.
Les services de renseignement iront même jusqu'à décrire Ravanel, le libérateur de Toulouse, comme un « jouet du PCF »; ce qui conduira Henri Frenay à conclure que la ville rose est victime à la Libération d'un complot communiste.

#### Justice expéditive et règlements de comptes
Le 24 août 1944, Joe Nordmann, directeur de cabinet du ministre de la Justice, le communiste Marcel Willard, déclare ainsi: « Nous ne sommes plus sous le signe du dossier ou de la balance, mais sous celui de la mitraillette ». Des résistants, membres du réseau Morhange, comme Maurice Picard, sont alors exécutés par les communistes FTP-MOI. Le noyautage des postes de direction par les communistes, accompagné de leurs horribles exactions, sera ainsi à l'origine du surnom de « Toulouse la Rouge », ville sur laquelle plane encore aujourd'hui l'ombre de René Bousquet. Des individus plus qu'équivoques y font régner la terreur de leur « justice expéditive ». Des femmes volées, puis tondues sont livrées à la vindicte populaire. Des résistants comme Raymond Viadieu (du réseau Vira avec son frère Achille Viadieu), traités de collabos, sont obligés de se cacher. Les milices issues des FTP constituent le fer de lance des communistes qui rêvent de conquérir le pouvoir par n'importe quel moyen. Comme les Russes dans les pays de l'Est, les républicains espagnols qui ont quitté leur pays tentent de prendre le pouvoir au bénéfice des communistes. Les rancœurs se déchaînent. L'accusation de collaboration, portée à tort et à travers sert, dans trop de cas de paravent aux plus sordides vengeances personnelles, à la conquête des places, enfin et surtout, à la suppression des adversaires politiques du communisme. On assiste à des exécutions sommaires. L'académicien Michel Droit parle d'une « épuration, prétexte à des règlements de comptes ». L'historien Philippe Erlanger, caché dans la région, y décrit des « tribunaux d'exception aux méthodes expéditives ».
La ville rose est devenue rouge, « rouge sang, rouge révolution ».

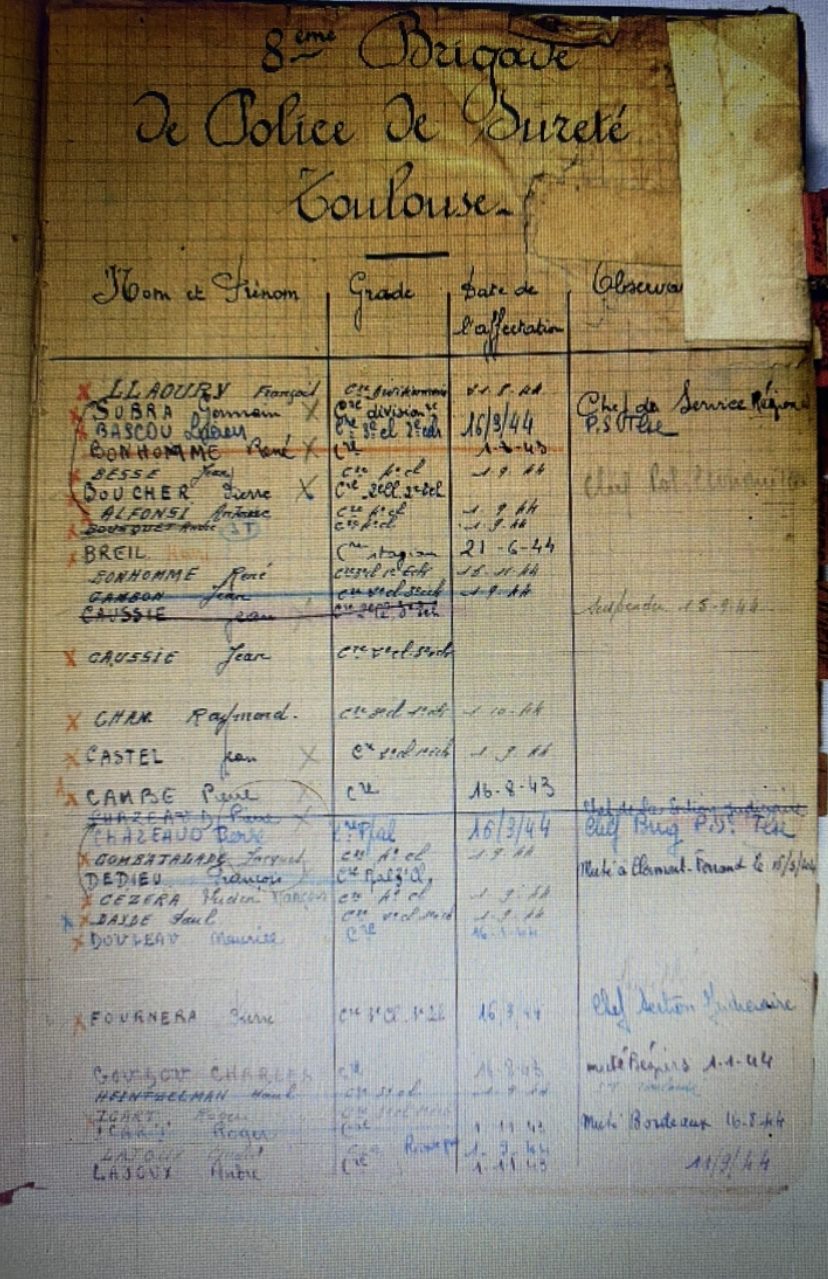
Organigrame des (plus de vingt) Commissaires de la huitième brigade de police de Toulouse: « Pierre Fournera, Chef de Section Judiciaire, Fusillé par les Allemands ». Commissaire divisionnaire Llaury (son remplaçant aout 1944) Commissaire divisionnaire Germain Subra, chef du Service Régional. Commissaire Jacques Combatalade... etc.

## Reconnaissance
Le 24 octobre 1999, une stèle portant le nom de Pierre Fournera est inaugurée au camp de Souge par Alain Juppé.